# ASML
ASML 홀딩 N.V.(영어: ASML Holding N.V.)은 반도체 제조용 광학 노광 공정 장치를 만드는 네덜란드 굴지의 다국적 기업이다. 극자외선(EUV) 노광 장치를 독점하는 기업으로 널리 알려졌다.

## 개요
ASML에서 생산하는 광학 노광(영어: Photolithography 포토리소그라피[*]) 공정 장비는 집적 회로의 패턴을 그릴 때 사용한다. 패턴은 광학적 이미징을 통해 감광 물질이 코팅된 실리콘 웨이퍼 위에 만들어진다(포토레지스트 영어: Photoresist 공법). 이러한 절차는 싱글 웨이퍼 위에 수십번 되풀이된다.
2010년 집계에 따르면 ASML의 반도체 리소그래피 공정 장치 점유율은 67%에 달하였다. 경쟁 업체로는 캐논, 니콘이 있으나 이들과 기술력 차이를 크게 벌렸으며, 특히 기술적 난점이 많은 EUV 노광 장치 개발 성공으로 최고의 반도체 제조 장치 업체로 꼽히던 어플라이드 머티어리얼즈의 시가총액을 추월하였다.

## 역사
ASML은 네덜란드 필립스와 필립스에서 분사된 반도체 제조장비 기업 ASMI의 합작회사로 1984년 설립되었다. ASML이라는 사명은 'ASM Lithography'의 약어에서 비롯되었다. 1988년 독립하였으나 필립스는 일부 지분을 계속 보유하였다.
2012년 미국 인텔은 극자외선 리소그래피 공정 개발을 위해 ASML 지분 15%를 인수하며 41억달러를 투자하였다. 중화민국 TSMC, 대한민국 삼성전자도 비슷한 이유로 지분을 투자하였다. ASML은 2017년 한 해동안 12대의 EUV 장비를 출하하였다.
2019년 ASML의 EUV 노광장비 중화인민공화국 수출을 미국 연방 정부가 고급 기술 유출 방지를 이유로 막고 있다는 내용이 보도되었다. 이 보도에 대해 ASML은 네덜란드 정부의 수출허가를 기다리는 것일 뿐이라고 답하였다.

## 같이 보기
- 어플라이드 머티어리얼즈
- 램 리서치
- 도쿄 일렉트론